# GLG Partners
Pour les articles homonymes, voir GLG.
GLG Partners, Inc. est un fonds spéculatif américain, filiale à 100 % du fonds d'investissement alternatif Man plc.
GLG Partners a été fondé en septembre 1995 par un groupe d'anciens employés de Goldman Sachs. Le nom du fonds est un acronyme, composé des premières lettres du nom de famille des trois partenaires fondateurs - Noam Gottesman, Pierre Lagrange et Jonathan Green. Ces partenaires ont, à l'origine, reçu le soutien de la banque Lehman Brothers.
GLG possède des bureaux à Mayfair, Londres et sur Park Avenue, New York.
En septembre 2008, GLG Partners avait 23 milliards de dollars d'actifs sous gestion. 
GLG était coté sur le NYSE jusqu'en novembre 2007. À cette époque, Lehman détenait une participation de 11 % dans le fonds. 
Un des célèbres traders de GLG est Philippe Jabre. Un autre de ses traders renommés, Greg Coffey, a quitté le fonds en novembre 2008.
Le 17 mai 2010, le fonds annonça que Man Group allait racheter le fonds, valorisant le fonds à 1,6 milliard de dollars, ou 4,50$ par action. Le prix des actions sur le NYSE (New York Stock Exchange) passa de 2,91$ à 4,36$, augmentant de près de 50 % avant l'ouverture le lendemain. L'acquisition fut finalisée le 14 octobre 2010.